# Savage Mode II
Savage Mode II è un album collaborativo del rapper statunitense 21 Savage e del produttore discografico Metro Boomin.

## Descrizione
Savage Mode è il sequel dell'extended play Savage Mode del 2016. L'album è stato pubblicato il 2 ottobre 2020 ed è stato annunciato tramite un teaser trailer con la narrazione di Morgan Freeman, presente anche in alcune delle canzoni dell'album. L'album vede la collaborazione dei rapper Drake, Young Thug e Young Nudy.

## Antefatti
Metro Boomin e 21 Savage hanno annunciato per la prima volta il progetto nel luglio 2019 durante un concerto. Parlando alla folla, Metro ha semplicemente affermato che Savage Mode II era in arrivo. A maggio, Savage ha dichiarato che si stavano assicurando che l'album fosse "perfetto" prima di essere pubblicato. L'uscita del progetto è stata annunciata ufficialmente il 28 settembre dal duo che ha pubblicato un trailer a tema horror, diretto da Gibson Hazard e narrato dall'attore Morgan Freeman. Il cortometraggio contiene scene che mostrano la coppia in studio. Freeman informa gli spettatori sul significato di Savage Mode: «Savage è definito come "feroce, bestiale e indomito". Mode è definito come "un modo di operare o utilizzare il sistema". Quindi essere in modalità selvaggia significa impegnarsi al massimo, non permettere a nulla di fermarti o scoraggiarti dalla tua missione. Fondamentalmente, questo significa che quando qualcuno è in modalità selvaggia, non bisogna fottere con lui».

## Promozione
Per l'uscita dell'album è stato creato un sito web promozionale, sulla quale compariva un conto alla rovescia in tempo reale che contava il tempo rimanente all'uscita del progetto e un numero di telefono che gli ascoltatori potevano chiamare per ascoltare frammenti delle tracce musicali.

## Tracce
1. Intro – 1:10 (Shéyaa Bin Abraham-Joseph, Leland Wayne)
2. Runnin – 3:16 (Abraham-Joseph, Wayne, Michael Masser, Pamela Sawyer)
3. Glock in My Lap – 3:14 (Abraham-Joseph, Wayne)
4. Mr. Right Now (feat. Drake) – 3:14 (Abraham-Joseph, Wayne, Aubrey Graham, Tate Kobang, Jozzy, David Ruoff, Elias Klughammer)
5. Rich Nigga Shit (feat. Young Thug) – 3:10 (Abraham-Joseph, Wayne, Jeffery Williams)
6. Slidin – 3:05 (Abraham-Joseph, Wayne, Ruoff, Klughammer)
7. Many Men – 3:22 (Abraham-Joseph, Wayne, John Padgett, Curtis Jackson, Luis Resto, Darrell Branch, Frederick Perren, Keni St. Lewis)
8. Snitches & Rats (Interlude) – 0:57 (Abraham-Joseph, Wayne)
9. Snitches & Rats (feat. Young Nudy) – 3:08 (Abraham-Joseph, Wayne, Quantavious Thomas)
10. My Dawg – 3:02 (Abraham-Joseph, Wayne, Bernd Schoenhart, Ahmar Bailey)
11. Steppin on Niggas – 2:21 (Abraham-Joseph, Wayne, Jeffrey Page, Joe Cooley, Rodney Oliver)
12. Brand New Draco – 3:22 (Abraham-Joseph, Prince 85)
13. No Opp Left Behind – 3:14 (Abraham-Joseph, Wayne)
14. RIP Luv – 3:34 (Abraham-Joseph, Wayne, Xavier Dotson, James Epps, Joseph Pruitt, Wallace Childs, Cleveland Horne)
15. Said N Done – 3:52 (Abraham-Joseph, Wayne, Stephanie Mills, Barry Eastmond, Terry Alexander, Wayne Braithwaite)

Note
- Le tracce 1-2, 6-8 e 13-15 includono la narrazione di Morgan Freeman.[15]

## Savage Mode II [Chopped not Slopped]
Il 19 ottobre 2020 viene pubblicata la Savage Mode II Chopped not Slopped editon che contiene il remix di ogni canzone dell'album.

## Formazione
Musicisti
- 21 Savage – voce
- Morgan Freeman – narrazione (tracce 1, 2, 6-8, 13-15)
- Peter Lee Johnson – corde (tracce 1, 5, 7), tastiera (tracce 1, 6, 7, 12, 14), chitarra (traccia 5)
- Drake – voce aggiuntiva (traccia 4)
- Young Thug – voce aggiuntiva (traccia 5)
- Young Nudy – voce aggiuntiva (traccia 9)
- Siraaj Rhett – tromba (traccia 11)
- Chris "XZ" Townsend – chitarra (traccia 14)

Produzione
- Metro Boomin – produzione 
esecutiva, produzione
- Mike Bozzi – mastering
- Prince 85 – produzione (tracce 1, 12)
- Ethan Stevens – missaggio, registrazione (tracce 2, 4-7, 10-14)
- Southside – produzione (traccia 3)
- Honorable C.N.O.T.E. – produzione (traccia 3)
- Noel Cadastre – registrazione (traccia 4)
- David x Eli – produzione (tracce 4, 6)
- Allen Ritter – produzione (traccia 6)
- Noah Hashimoto – missaggio (tracce 4, 6, 11), assistenza al missaggio (tracce 1, 2, 4, 6), assistenza all'ingegneria del suono (tracce 5, 7, 10-15)
- Braden Daevis – missaggio (tracce 9), assistenza all'ingegneria (traccia 8)
- Austin Ficklin – assistenza al missaggio (traccia 2), assistenza all'ingegneria (traccia 15)
- Daniel Sheeshy – assistenza al missaggio (traccia 3), assistenza alla registrazione (traccia 9)

- Isaiah "ibmixing" Brown – registrazione (traccia 3), assistenza alla registrazione (traccia 9)
- Jacob Bryant – assistenza all'ingegneria (traccia 7)
- De'Ron Billups – assistenza all'ingegneria (traccia 7)
- Alverne "Vern" Emmanuel – assistenza alla registrazione (traccia 9)
- Joshua Harbin – assistenza alla registrazione (traccia 9)
- Ryan Youngblood – assistenza all'ingegneria (tracce 5, 12)
- Kid Hazel – produzione (traccia 10)
- Kiara Moreno – assistenza all'ingegneria (traccia 10)
- Zaytoven – produzione (traccia 14)
- Josh Applebee – assistenza all'ingegneria (tracce 13, 14)
- Melvin Villanueva – assistenza all'ingegneria (tracce 13, 14)
- Nino Villanueva – assistenza all'ingegneria (tracce 13, 14)

## Classifiche

### Classifiche settimanali
| Classifica (2020) | Posizione massima |
| ----------------- | ----------------- |
| Australia         | 4                 |
| Austria           | 11                |
| Belgio (Fiandre)  | 4                 |
| Belgio (Vallonia) | 22                |
| Canada            | 1                 |
| Danimarca         | 3                 |
| Finlandia         | 18                |
| Francia           | 15                |
| Germania          | 29                |
| Irlanda           | 4                 |
| Islanda           | 1                 |
| Italia            | 13                |
| Lituania          | 2                 |
| Norvegia          | 3                 |
| Nuova Zelanda     | 5                 |
| Paesi Bassi       | 5                 |
| Regno Unito       | 10                |
| Spagna            | 36                |
| Stati Uniti       | 1                 |
| Svezia            | 7                 |
| Svizzera          | 12                |

### Classifiche di fine anno
| Classifica (2020) | Posizione |
| ----------------- | --------- |
| Stati Uniti       | 134       |
| Classifica (2021) | Posizione |
| Stati Uniti       | 79        |
| Classifica (2023) | Posizione |
| Islanda           | 95        |
| Stati Uniti       | 73        |